# RenderWare
RenderWare ist eine Spiel-Engine, die von Criterion Software entwickelt wurde. Sie wurde über 500-mal lizenziert. Dabei ging sie über eine reine Game-Engine hinaus, hin zu einer integrierten Plattform in Form einer umfangreichen Middleware mit Komponenten für Rendering, Physik, Audio und KI. Mit RenderWare Studio bot man eine integrierte Entwicklungsumgebung an. Zu den unterstützten Plattformen zählen der PC, GameCube, die PlayStation 2 und Xbox. Hinzu kam das Nokia N-Gage.

## Historie
Criterion Software war ursprünglich Teil von Canons europäischem Forschungszweig und damit beauftragt, eine ganzheitliche 3D-Technologie zu entwickeln. Die Engine wurde zunächst für eigene Spiele verwendet, wofür Criterion Games gegründet wurde. Das erste Spiel, das keine reine Technologiedemo war, erschien 1996 als Scorched Planet. Da die Programmierung der PlayStation 2 schwer handhabbar war, wurde RenderWare auch bei anderen Studios schnell beliebt. Criterion nutzte es erfolgreich in der hauseigenen Burnout-Serie, aber auch dem vergleichsweise kleinen Studio DMA Design ermöglichte es, die Grand-Theft-Auto-Serie erstmals in die dritte Dimension zu heben, und das auf der vergleichsweise limitierten Hardware der PlayStation 2.
Mit der Übernahme durch Electronic Arts (EA) wurde die Weiterentwicklung eingestellt und die Technologie ging innerhalb der Gruppe in interne Projekte auf. Zunächst war geplant, Mitbewerber noch weiter zu bedienen. Mit dem Wechsel auf Spielkonsolen der 8. Generation gab es jedoch innerhalb von EA massive Probleme, die auch auf die RenderWare-Strategie zurückgeführt wurden. Der wichtige Lizenznehmer Rockstar Games begann, mit der Rockstar Advanced Game Engine eine eigene Lösung zu implementieren.